# Ligne 30 (Infrabel)
Pour les articles homonymes, voir Ligne 30.
La ligne 30 est une ancienne ligne de chemin de fer en Belgique, fermée depuis 1972. Elle reliait les communes de Zichem et Montaigu (Belgique) (en flamand: Scherpenheuvel) en Brabant flamand.

## Historique

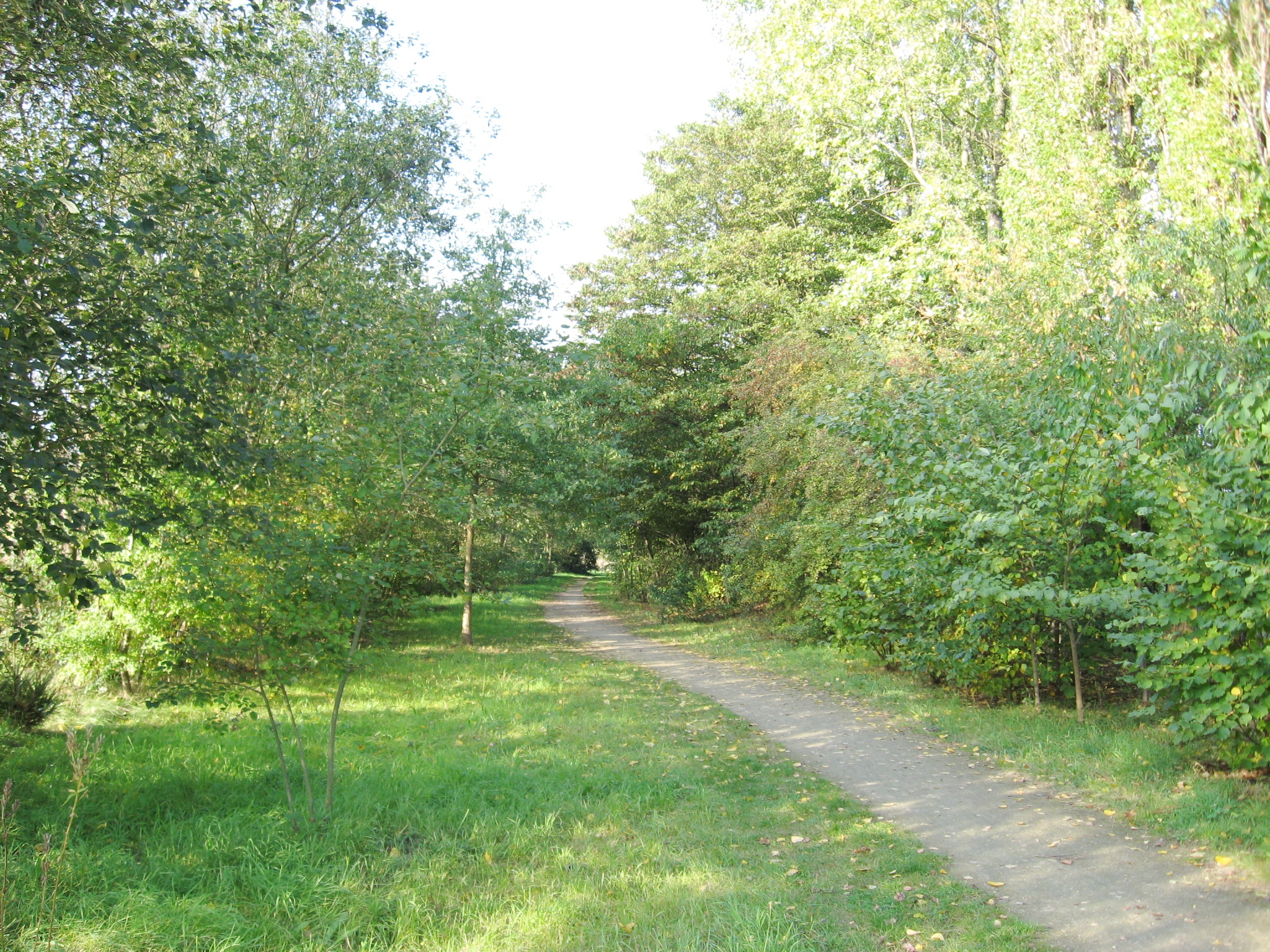
L'ancienne ligne près de son terminus à Montaigu

En 1892, une ligne à voie unique et à voie normale entre Zichem et Scherpenheuvel a été concédée à la Société nationale des chemins de fer vicinaux qui construit la ligne et le terminus à Montaigu. Le 22 janvier 1894, la ligne est ouverte. Elle est exploitée par la compagnie de chemin de fer Grand Central Belge, qui avait cofinancé la construction. En 1898, cette ligne est reprise par l'État belge sous la ligne 35A.
Le trafic de passagers est interrompu le 29 mai 1957. Le trafic de marchandises reste possible jusqu'au 31 mars 1972. Le dernier train de voyageurs occasionnel (avec des pèlerins) circule en 1972. En 1974, les rails ont été démantelés.
Un chemin non pavé est installé sur une partie du lit de la voie ferrée. À la mi-juillet 2007, le conseil municipal de Montaigu-Zichem annonce la construction d'une piste cyclable et pédestre sur toute la longueur de l'ancienne ligne de chemin de fer. Le bâtiment principal de la gare de Montaigu existe encore et héberge un club des jeunes. Le terrain des anciennes voies est utilisé comme parking.

## Gares
- Gare de Zichem: Connexion avec la ligne 35 et aux SNCV (1900-1949)
- Gare de Montaigu (Belgique): terminus